# Kampania reklamowa
Kampania reklamowa – zespół działań marketingowych, odbywających się w mediach masowych, mających na celu osiągnięcie zakładanego celu marketingowego reklamodawcy. Działania te skierowane są do wybranej grupy docelowej. Cele kampanii reklamowej mogą być określone różnie. Do głównych celów kampanii reklamowych zalicza się:
- wzrost sprzedaży
- wzrost świadomości danego produktu, usługi, marki itp.
- wprowadzenie produktu na rynek (launch)
- ponowne wprowadzenie produktu na rynek w przypadku produktu o bardzo niskiej sprzedaży lub świadomości (relaunch)
- repozycjonowanie produktu na rynku

Kampanie reklamowe mogą odbywać się w jednym medium lub być multimedialne, czyli obejmować działania w wielu różnych mediach (np. w internecie).
Kampanię przygotowują agencje reklamowe, a za dobór i zakup mediów odpowiadają domy mediowe
Podstawowym parametrem kampanii reklamowej jest jej zasięg całkowity oraz (zdaniem starej szkoły marketingowej) zasięg efektywny. Intensywność kampanii w poszczególnych mediach z osobna mierzy się ilością GRP, czyli sumą cząstkowych oglądalności (lub słuchalności, czytelnictwa itp.) poszczególnych emisji w poszczególnych mediach. Intensywności GRP nie sumuje się pomiędzy mediami ze względu na różnice metodologiczne pomiarów pomiędzy mediami oraz z uwagi na różny charakter komunikatów. 
Miernikiem skuteczności kampanii reklamowej może być: 
- wzrost sprzedaży;
- wzrost świadomości marki;
- zmiana percepcji marki, produktu itp.

Z racji na wpływ kampanii reklamowych na prosperowanie i postrzeganie przedsiębiorstw, mierzy się nie tylko ww. parametry ich realizacji, ale także i samą skuteczność – stanowiące jeden z obszarów badań rynku badania skuteczności reklamy mają na celu określenie stopnia, w jakim wpisujący się w grupę docelową kampanii respondenci zapamiętali treść czy hasło reklamowego użytego spotu, a także ustalenie,  które jego elementy okazały się najbardziej zapamiętywane.
Badanie skuteczności reklamy realizuje się zazwyczaj drogą ankietyzacji telefonicznej (CATI) lub internetowej (CAWI) i prowadzone jest co najmniej dwuetapowo – przed i po realizacji kampanii reklamowej. Proces ankietyzacji uzupełnić mogą wywiady grupowe i indywidualne z przedstawicielami docelowej grupy  odbiorców kampanii. Ocenę efektywności przekazu reklamowego dokonuje się najczęściej w oparciu o pomiar:
- świadomości promowanej marki – pozwala on na ustalenie stopnia, w jakim reklamowana marka była obecna w świadomości klientów przed i po kampanii reklamowej oraz bazuje na wyznaczeniu wspomaganej, spontanicznej i natychmiastowej znajomości marki (tzw. TOM – Top of mind);
- lojalności klientów – realizowany cyklicznie z wykorzystaniem wskaźnika NPS (Net Promoter Score)pozwala monitorować zmienność liczby klientów skłonnych polecić reklamowany produkt innym, niezdecydowanych co do takiej rekomendacji produktu oraz skłonnych do jego odradzenia[2].

Najbardziej znaną polską kampanią reklamową ostatnich lat jest wprowadzenie marki Heyah na rynek. Kampania ta została nagrodzona na Festiwalu Reklamy w Cannes nagrodą Grand Prix, czyli złotym lwem. Jest to jedyny Złoty Lew otrzymany przez polski dom mediowy.